# Ruda Kochanowska
Ruda Kochanowska (ukr. Руда Коханівська) – dawna wieś na Ukrainie, w obwodzie lwowskim, w rejonie jaworowskim. Obecnie stanowi centralną część wsi Ruda Krakowiecka.
W II Rzeczypospolitej do 1934 samodzielna gmina jednostkowa. Następnie miejscowość należała do zbiorowej wiejskiej gminy Wielkie Oczy w powiecie jaworowskim w woj. lwowskim. Ruda Kochanowska utworzyła gromadę, w skład której weszła tylko miejscowość Ruda Kochanowska.
Po wojnie weszła w struktury administracyjne Związku Radzieckiego, gdzie została połączona z wsią  Rudą Krakowiecką.